# Wuyishan
Wuyishan (武夷山市S, WǔyíshānP) è una città-contea della Cina, situata nella provincia del Fujian.